# Стрельба из лука на Южнотихоокеанских мини-играх 2001
Соревнования по стрельбе из лука на VI Южнотихоокеанских мини-играх 2001 года прошли в посёлке Кингстон на Острове Норфолк.
Их участники разыграли 12 комплектов медалей — по шесть в классическом и блочном луке среди мужчин и женщин.
В соревнованиях выступали стрелки 6 стран и территорий: Американского Самоа, Новой Каледонии, Острова Норфолк, Тонги, Фиджи, Французской Полинезии.
Пять золотых медалей завоевали лучники Таити, четыре — Новой Каледонии, три — Фиджи. По три высших награды выиграли Мари Анж Соэро из Новой Каледонии и Шанти Кук из Фиджи.

## Медальный зачёт
| Место | Страна                | Золото | Серебро | Бронза | Всего |
| ----- | --------------------- | ------ | ------- | ------ | ----- |
| 1     | Французская Полинезия | 5      | 2       | 3      | 10    |
| 2     | Новая Каледония       | 4      | 2       | 0      | 6     |
| 3     | Фиджи                 | 3      | 2       | 1      | 6     |
| 4     | Остров Норфолк        | 0      | 2       | 3      | 5     |
| 5     | Тонга                 | 0      | 1       | 2      | 3     |

## Медалисты

### Мужчины
| Дисциплина                         | Золото                            | Серебро                           | Бронза                           |
| ---------------------------------- | --------------------------------- | --------------------------------- | -------------------------------- |
| Классический лук Канадский раунд   | Дидье Грас Французская Полинезия  | Жером Ийере Французская Полинезия | Сифа Таумоэпеау Тонга            |
| Классический лук Океанийский раунд | Жером Ийере Французская Полинезия | Сифа Таумоэпеау Тонга             | Дидье Грас Французская Полинезия |
| Классический лук                   | Жером Ийере Французская Полинезия | Дидье Грас Французская Полинезия  | Сифа Таумоэпеау Тонга            |
| Блочный лук Канадский раунд        | Жан Гудинг Французская Полинезия  | Лорен Клерт Новая Каледония       | Жак Шонфор Французская Полинезия |
| Блочный лук Океанийский раунд      | Лорен Клерт Новая Каледония       | Джонно Снелл Остров Норфолк       | Жак Шонфор Французская Полинезия |
| Блочный лук                        | Жан Гудинг Французская Полинезия  | Лорен Клерт Новая Каледония       | Джонно Снелл Остров Норфолк      |

### Женщины
| Дисциплина                         | Золото                         | Серебро                     | Бронза                           |
| ---------------------------------- | ------------------------------ | --------------------------- | -------------------------------- |
| Классический лук Канадский раунд   | Мари Анж Соэро Новая Каледония | —                           | —                                |
| Классический лук Океанийский раунд | Мари Анж Соэро Новая Каледония | —                           | —                                |
| Классический лук                   | Мари Анж Соэро Новая Каледония | —                           | —                                |
| Блочный лук Канадский раунд        | Шанти Кук Фиджи                | Девика Кук Фиджи            | Маргарет Кристиан Остров Норфолк |
| Блочный лук Океанийский раунд      | Шанти Кук Фиджи                | Девика Кук Фиджи            | Кристал Грэм Остров Норфолк      |
| Блочный лук                        | Шанти Кук Фиджи                | Кристал Грэм Остров Норфолк | Девика Кук Фиджи                 |